# Хутынь
Хутынь — деревня в Новгородском районе Новгородской области, расположенная южнее Хутынского монастыря. Входит в состав Савинского сельского поселения.
Хутынь расположена на правом берегу реки Волхов в 7 км от областного центра, на северной оконечности острова, который образуется между реками Волхов и Малый Волховец. Ближайший населённые пункты — деревни Зарелье и, на противоположном берегу — Стрелка. Есть прямое автобусное сообщение (пять раз в день) с Великим Новгородом — автобус № 121.

Улицы: 
- Аренского
- Архиповская
- Береговой (проезд)
- Благодатная
- Боровичская
- Весенняя
- Волотовская
- Волховская
- Георгиевская
- Звёздная
- Луговая
- Лядова
- Малая
- Микешина
- Мирная
- Монастырская
- Народная
- Новгородская
- Новый (переулок)
- Орловская
- Павлова
- Полевая
- Преображенская
- Раздольная
- Садовая
- Светлая
- Соборная
- Солнечная
- Спасская
- Стрелковая
- Счастливая
- Троицкая
- Центральная

| 2010 |
| ---- |
| 161  |

Во время Великой Отечественной войны деревня была оккупирована фашистскими войсками. В марте 1943 года в боях за освобождение Хутыни участвовала 229-я стрелковая дивизия. В северной части деревни расположено братское захоронение погибших воинов.
До апреля 2014 года деревня входила в состав ныне упразднённого Волотовского сельского поселения.

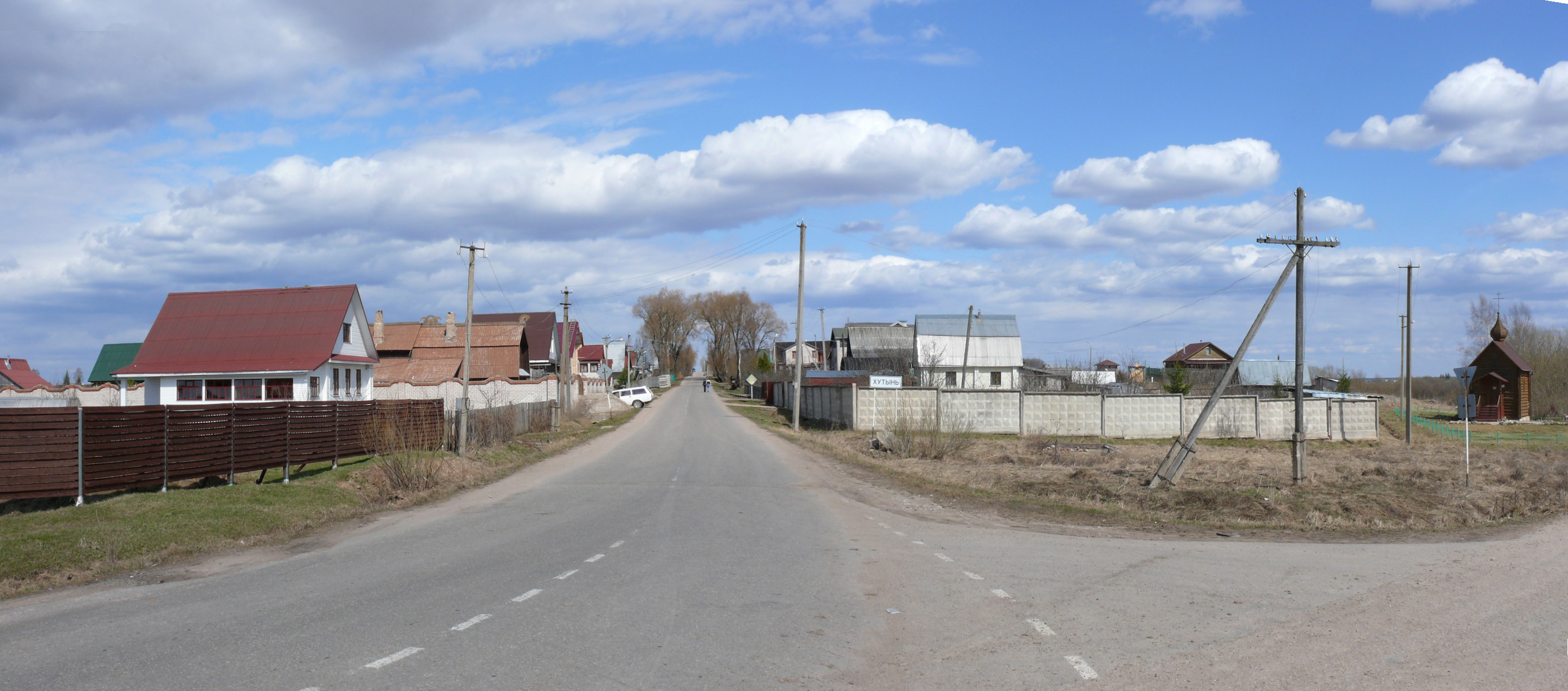
Улица Монастырская на южной окраине деревни

## Известные уроженцы и связанные с Хутынью люди
- Алексий I — Патриарх РПЦ
- Варлаам Хутынский — святой, основатель и игумен Спасо-Преображенского Хутынского монастыря
- Назаров, Алексей Тимофеевич (1912—1951) — Герой Советского Союза[6].

## Городище «Сопка»
Указом Президента РФ от 20 февраля 1995 года в перечень объектов исторического и культурного наследия федерального (общероссийского) значения были внесены городище Сопка (VIII—X века), расположенное севернее деревни Хутынь, и городище Холопий городок.